# Elaphinis latecostata
Elaphinis latecostata är en skalbaggsart som beskrevs av Karl Henrik Boheman 1857. Elaphinis latecostata ingår i släktet Elaphinis och familjen Cetoniidae. Inga underarter finns listade i Catalogue of Life.